# Osiedle Książęce (Katowice)
Osiedle Książęce – osiedle mieszkaniowe w Katowicach, położone w rejonie ulic: Piotrowickiej i Książęcej w Ligocie-Panewnikach. Zostało ono ukończone w 2010 roku, a za projekt odpowiada katowicka pracownia AiR Jurkowscy-Architekci. Projekt osiedla w październiku 2011 roku uzyskał Nagrodę Roku Stowarzyszenia Architektów Polskich 2010. Osiedle składa się z 22 budynków, w których mieści się łącznie 220 mieszkań.

## Historia
Osiedle to wybudowano na granicy pomiędzy Starą a Nową Ligotą, na terenie dawnej bazy materiałowo-transportowej firmy Energomontaż. Budowę osiedla rozpoczęto w kwietniu 2007 roku, zaś w lipcu 2010 roku zakończono jego budowę. Pozwolenie na użytkowanie osiedle uzyskało od Powiatowego Inspektora Nadzoru Budowlanego w Katowicach 14 października 2010 roku. Miesiąc później, w dniach 6-7 listopada zorganizowano na osiedlu Dni Otwarte. W styczniu 2011 roku doszło do połączenia spółek Energomontaż-Południe i Centrum Kapitałowego Modus poprzez przejęcie przez Elektromontaż-Południe całego majątku, w tym osiedla Książęcego. W dniach 5 marca oraz 14 maja 2011 roku na osiedlu zorganizowano następne Dni Otwarte.
Dnia 22 października 2011 roku katowicka pracownia AiR Jurkowscy-Architekci otrzymała Nagrodę Roku Stowarzyszenia Architektów Polskich 2010 za najlepszy projekt architektoniczny w Polsce którym był projekt osiedla Książęcego. SARP w wyróżnieniu wskazał m.in., że osiedla to stanowi udaną próbę wskrzeszenia ducha śląskiej architektury mieszkaniowej. W 2011 osiedle otrzymało także Nagrodę Specjalną Stowarzyszenia Producentów Betonu Towarowego w ramach plebiscytu Polski Cement w Architekturze.
Katowicka spółka Energomontaż-Południe w związku z upadłością likwidacyjną w pod koniec listopada 2013 roku wystawiło osiedle Książęce na sprzedaż z ceną wywoławczą wynoszącą 43,27 mln złotych netto. Do tego czasu zaś sprzedaż mieszkań nie cieszyła się powodzeniem, gdyż mimo wykorzystania wysokiej jakości architektury, na złą sytuację wpływ na miała zbyt wysokie oferowane ceny mieszkań na początku sprzedaży oraz lokalizacja osiedla – na obniżeniu, co może powodować zaciemnienie części mieszkań, a także przy ruchliwej ulicy, do jakiej należy ulica Piotrowicka. Osiedle to w związku z brakiem ofert ponownie wystawiono na sprzedaż w połowie stycznia 2014 roku, tym razem za cenę 38,9 mln złotych netto. Dnia 30 czerwca 2014 roku Walne Zgromadzenie Spółki ogłosiło upadłość likwidacyjną właściciela osiedla – spółki Elektromontaż-Południe. Do 25 marca 2015 roku pustych pozostało 96 mieszkań.

## Architektura i otoczenie

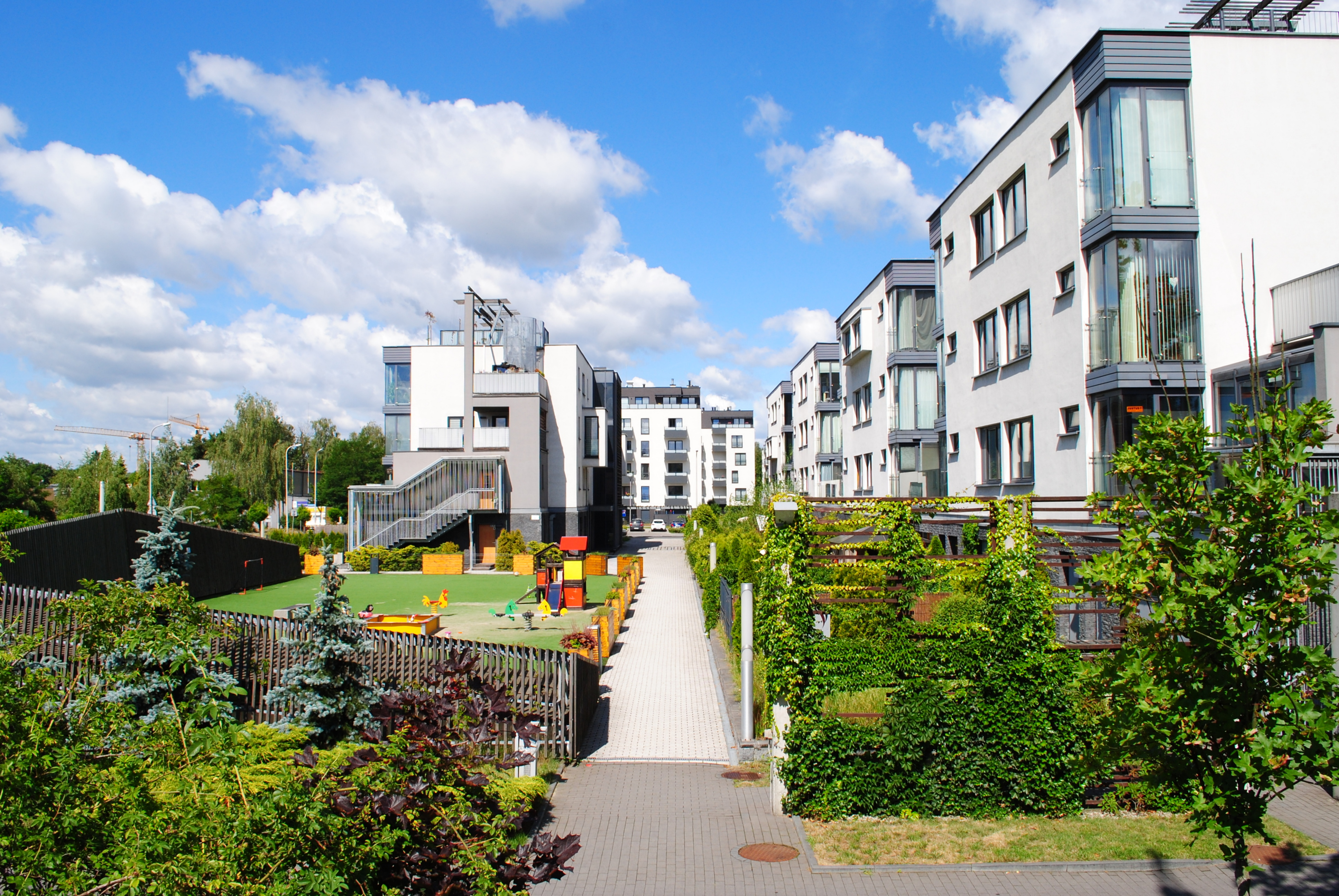
Fragment osiedla Książęcego

Osiedle Książęce znajduje się w Katowicach, na rogu ulic: Piotrowickiej i Książęcej. Inwestorem osiedla jest spółka CK MODUS, natomiast wykonawcą firma Energomontaż-Południe. Za projekt odpowiada spółka AiR Jurkowscy-Architekci, z czego generalnym projektantem jest Ryszard Jurkowski. Całe osiedle zaprojektowano jako blok urbanistyczny, którego struktura została oparta na głównym ciągu pieszo-jezdnym, od którego biegną przecznice. Powstałe osiedle miało być docelowo częścią większego założenia urbanistycznego, na opracowanie którego w 2007 roku ogłoszono konkurs. Powierzchnia działki, na którym powstało osiedle wynosi 20 468 m², zaś powierzchnia użytkowa budynków na osiedlu osiąga 25 148 m².
Architekci zaprojektowali osiedle o modernistycznej, symetrycznej bryle, przy wykorzystaniu dużej ilości szkła, stali i aluminium. Zewnętrzne i wewnętrzne nośne ściany budynków osiedla są wykonane z żelbetu. Zewnętrzne ściany są ocieplone styropianem i wykończone tynkiem strukturalnym silikatowym barwionym. We wnętrzu ściany są pokryte tynkiem gipsowym. Posadzki położono na podłożu cementowym, zaś na loggiach znajdują się podłogi ażurowe z desek zabezpieczonych przeciwwilgociowo. Osiedle posiada system centralnego ogrzewania, na który składa się kocioł dwufunkcyjny z zamkniętą komorą spalania. Instalacja wodno-kanalizacyjna została wykonana z rur PP, zaś wywiewna z rur ocynkowanych. Budynki te są wyposażone w cichobieżne windy, a także w komórki lokatorskie. Na obszarze osiedla znajduje się 240 miejsc na parkingu podziemnym.
Osiedle Książęce składa się łącznie z 22 czterokondygnacyjnych budynków mieszkalnych, w których znajduje się 220 mieszkań. Mieszkania na osiedlu mają powierzchnię od 43 do 86 m², a dla zamieszkujących parter urządzono zielone ogródki o powierzchni do 56 m². Na wyższych kondygnacjach, po stronie południowej mieszczą się tarasy o powierzchni do 23 m², ogrody zimowe oraz patia.
Na terenie osiedle znajduje się plac zabaw dla dzieci. Prócz placu zabaw, na osiedlu Książęcym znajdują się elementy małej architektury, w tym ławki i siedziska oraz ogródki skalne. Chodniki i ciągi pieszo-jezdne zostały wykonane w kompozycji z kostki betonowej i kamiennej oraz drewna. Tereny zielone tworzą drzewa niskie oraz krzewy. Samo zaś osiedle jest monitorowane.